# 大田原増清
大田原 増清（おおたわら ますきよ）は、 戦国時代から江戸時代にかけての武将。江戸幕府旗本。交代寄合森田大田原家初代。

## 生涯

### 那須家臣時代
父や兄と共に那須資晴に仕え、天正13年（1585年）に那須資晴と宇都宮国綱との戦いである薄葉ヶ原の戦いで初陣。
天正16年（1588年）には病の父綱清に替わって上洛し豊臣秀吉と謁見を果たした。また、この上洛時に従五位下出雲守に叙任され、秀吉から呉服羽織を与えられた。
天正18年（1590年）の小田原征伐の際には、いち早い中央工作が功を奏して主の那須資晴が所領を没収され、他の那須七騎の諸氏も減封処分を受ける家が出る中で大関氏と大田原氏は所領を安堵されている。

### 徳川家臣に
天正19年（1591年）に徳川家康に初めて謁見。この時、本多正信・大久保忠隣両人に紫鷹弟鷹を献上。これより徳川家に召し出されて小姓となり、月俸三十口を賜う。
慶長5年（1600年）の関ヶ原の戦いの際には上杉景勝の抑えとして皆川隆庸・服部正成と共に兄晴清の援軍として大田原城を守備し、戦後に下野国の森田に1,000石を与えられ、以後は同地に住した。
慶長7年（1602年）7月には改易された陸奥国の相馬義胤の居城であった相馬中村城の守備に兄晴清に属して当たった。同年12月28日に下野国芳賀郡に500石を加増され、合わせて1,500石の旗本となっている。

### 江戸時代
慶長19年（1614年）9月に安房国の里見忠義が改易された際には一族と共に館山城の接収を行い、同城の守衛としてしばらく入った。また同年冬の大坂冬の陣と翌慶長20年（1615年）の大坂夏の陣にも参戦。夏の陣では河内国の州名に布陣して大坂方の落人50人の首を取った。
元和5年（1619年）8月には水野分長・牧野信成と共に伏見城の城番を勤め、同年9月には江戸で葛衣の羽織を与えられた。元和8年（1622年）に出羽国の最上義康が改易された時も兄晴清と共に山形城に入って守備にあたっている。
元和9年（1623年）に京へ上洛した時は酒井忠世に属して供奉し物を献じ、徳川秀忠と東照宮より御内書数通と、短刀一腰に葵の紋の彫られた笄及び扇子を賜った。
寛永8年（1631年）3月16日に下野国森田で死亡。享年62。家督は嫡男の大田原政継が継いだ。遺体は同国芳朝寺に葬られ、以後芳朝寺は森田大田原家累代の葬地となった。
交代寄合の森田大田原家は森田陣屋を構えて代々同地を領し、10代大田原直清の時に明治維新を迎えた。

## 参考資料
- 寛政重修諸家譜